# Sputnik (nyhetstjänst)
För tidskriften med samma namn som utgavs fram till 1991, se Sputnik (tidskrift).
Sputnik, även kallad Sputnik News, är en statlig rysk nyhetstjänst. Den lanserades av Rossija Segodnja i november 2014 och ersätter den tidigare nyhetsbyrån Ria Novosti samt radiokanalen Rysslands röst, som slogs ihop genom en lag underskriven av president Vladimir Putin. Enligt Sputniks chef Dimitrij Kiseljov ska Sputnik utgöra ett alternativ till vad han kallar den "västliga nyhetsagendan" och menar att de är "trötta på den aggressiva propaganda som tvingas på världen". Målet är att i större skala än tidigare sprida rysk politik och världsbild utomlands, och producera nyheter i 34 länder på 30 språk.
Den svenskspråkiga versionen av Sputnik, kallad Sputnik Sverige, lanserades 15 april 2015. Artiklarna skrevs huvudsakligen av svenskspråkiga ryssar på en redaktion i Moskva, och artiklarna var ej signerade. Av bedömare inom svenska medier och myndigheter kallades Sputnik "ett av de tydligaste exemplen på öppna och pågående informationskampanjer i Sverige", med syfte att åstadkomma försvagning av Sverige som internationell aktör. 11 mars 2016 meddelades att den svenskspråkiga versionen lades ner, och hänvisning skedde istället till den engelskspråkiga versionen.
Sputnik har fått sitt namn efter det sovjetiska rymdprogrammet Sputnik samt den sovjetiska tidningen med samma namn.